# Omar Sívori
Omar Sivori (tiếng Tây Ban Nha: [enˈrike oˈmaɾ ˈsiβoɾi], tiếng Ý: [ˈɔːmar ˈsiːvori]; 2 tháng 10 năm 1935 – 17 tháng 2 năm 2005) là một cầu thủ và huấn luyện viên bóng đá Ý-Argentina chơi ở vị trí tiền đạo. Sivori chơi trận đầu tiên trong sự nghiệp cầu thủ nhà nghề dưới màu áo CLB River Plate vào năm 1952, khi ông mới 17 tuổi. Năm năm thi đấu tại quê nhà, ông đã cùng River đạt khá nhiều danh hiệu trước sự hập hực của các đối thủ truyền kiếp ở Buenos Aires. Tuy nhiên, giai đoạn thành công nhất trong sự nghiệp của ông phải kể đến quãng thời gian chơi bóng tại quê hương thư 2 - Italia - từ năm 1957 đến 1965 trước khi ông giã từ sân cỏ tại Naples. Ông từng giành Quả Bóng Vàng năm 1961.
Trong danh sách 125 cầu thủ xuất sắc nhất thế giới mọi thời đại do FIFA công bố theo sự lựa chọn của Pele (một trong những hoạt động được tổ chức chào mừng kỷ niệm 100 năm thành lập FIFA 1904-2004), Sivori là một trong 10 cầu thủ Argentina có mặt. Điều đó là sự khẳng định một lần nữa tài năng và những đóng góp của Sivori cho bóng đá thế giới và Juventus khi trước đó, ông đã được tạp chí France Football trao giải Quả Bóng Vàng.
Ông được nhớ tới như là một món Cocktail pha trộn giữa tài năng, kì dị và tinh quái. Sivori có trận đấu đầu tiên ở giải vô địch Argentina trong màu áo River Plate vào năm 1954 và đạt hai cúp ở giải vô địch cùng với CLB. Ông chơi 18 trận đấu cho ĐTQG Argentina, và toả sáng trong màu áo này vào năm 1957 khi giúp Argentina giành chiến thắng Copa America 1957 tại Peru. Một năm sau ông chuyển tới Juventus, và ở đây ông giành được 3 Scudetto vào những năm 1958, 60 và 61 và Italia cúp những năm 59 và 60.
Cũng thời gian ở đây ông đã được bầu chọn là cầu thủ xuất sắc nhất châu âu vào năm 1961. Ông cũng đã có 9 lần tham gia đội tuyển Italia và ghi được 8 bàn thắng và cùng ĐTQG Italia thi đấu ở World Cup 1962 tại Chile. Ông kết thúc sự nghiệp thi đấu của mình tại Napoli, ghi được 12 bàn thắng trong 60 trận, trước khi từ giã sân cỏ năm 1968. Ông quay trở lại Argentina làm huấn luyện viên cho Rosario Central và River Plate sau đó được lựa chọn làm huấn luyện viên đội tuyển quốc gia tại vòng loại WC 1974 nhưng đã từ chức trước vòng chung kết sau khi bất đồng quan điểm với AFA.
Có thể nói giai đoạn không thể quên của Omar Sivori gắn liền với màu áo Bianconeri. Nơi ông đã cùng với John Charles lập thành bộ đôi tấn công huỷ diệt và giúp "Bà đầm già" thống trị Serie A những năm cuối thập kỉ 50 đầu 60 ở thể kỉ trước. Đối với những tifosi thành Torino, người ta gọi ông âu yếm với biệt danh 'Thiên thần với bộ mặt xấu xí' (angeli dalla faccia sporca). Bởi dù không được điển trai, nhưng lối chơi của ông, tài năng của ông đã khiến những tifosi phát cuồng vào giai đoạn ấy. Chính Ông là người làm cho các nhà vật lý thời ấy phải kiểm ta lại vài định luật. Cầu thủ người Argentina có thể đi bóng lướt qua mặt cỏ, để lại đằng sau đối phương xoay tròn như chong chóng.
Những tifosi thế hệ sau này ví ông là Maradona ở thời điểm đó. Họ không được tận mắt chứng kiến những điều vĩ đại mà ông đã làm được trong bóng đá, nhưng qua những băng video, những câu chuyện "cổ tích" ở thành phố Turin, ông vẫn có một vị trí trong trái tim họ...
Ở Juventus, người ta nhớ tới ông như là một trong những huyền thoại vĩ đại. Người ta sẽ vẫn nhớ như in trận đấu đầu tiên của ông với Juve ở Serie A ngày 8/9/1957 (Juve thắng Verona 3-2), trận đấu đầu tiên ở châu Âu ngày 24/9/1958 (Juve- Wiener S.K 3-1). Hay một kỷ niệm không thể nào quên tại cúp C1 châu Âu khi lần đầu tiên Juventus đối mặt Real Madrid. Đó là vào mùa bóng 1961-1962, khi ấy nhà vô địch Italia đối đầu với quán quân Tây Ban Nha ở vòng tứ kết Cup C1. Vào thời điểm này, Real đang là đội bóng hùng mạnh của châu Âu với 5 lần liên tiếp đứng lên bậc cao nhất, cùng dàn sao rực sáng dẫn đầu là Di Stefano. Trong khi đó, dù chỉ là "anh chàng học việc" nhưng Juventus cũng tự hào sở hữu thủ lĩnh Omar Sivori - Quả bóng vàng châu Âu năm 1961. Trận lượt đi tại Turin đã diễn ra cực kỳ căng thẳng và chỉ có duy nhất một bàn thắng do công của Di Stefano.
Tưởng như với lợi thế đó, Real sẽ biến Bernabeu trở thành "địa ngục" với đối thủ ở lượt về. Nhưng bất ngờ đã diễn ra. Sivori vô lê tuyệt đẹp ghi bàn thắng duy nhất giúp Juventus "báo thù" thành công, cân bằng tỷ số 1-1 cho hai lượt đấu. Tuy nhiên, trong trận đá lại một tuần sau đó trên sân trung lập, dù Sivori vẫn khai hỏa nhưng Juve đành chia tay cuộc chơi với 3 lần thủng lưới sau các bàn của Felo, Del Sole, Tejera. Real đi tiếp và vào tới chung kết (thua Benfica 3-5).
Là người đầu tiên của Juve giành quả bóng vàng châu Âu, tổng số bàn thắng của ông ghi được cho Juventus cũng chỉ kém ít người trong suốt chiều dài lịch sử của CLB (135 bàn). Ông không còn tồn tại trên đời, nhưng với những gì ông đã làm được cho bóng đá thì tên ông sẽ gắn liền với dòng lịch sử bất tận của môn bóng tròn. Như nhận xét của một đồng đội - Antonio Luliano, cựu cầu thủ Napoli: " Anh ấy là Maradona những năm 60, một thiên tài. Anh ấy là một người hướng ngoại và rất quân tử".

## Sau khi giải nghệ
Sívori giải nghệ cầu thủ năm 1969. Tuy trở lại quê hương Argentina khi đã giàu có, tình yêu bóng đá của Sívori vẫn nguyên vẹn, và ông tiếp tục gắn bó với bóng đá với vai trò huấn luyện viên. Ông lần lượt huấn luyện các câu lạc bộ Argentina: River Plate, Rosario Central, Estudiantes de La Plata, Racing Club và Vélez Sársfield.
Từ 1972 đến 1974, Sívori dẫn dắt đội tuyển Argentina. Ông giúp đội bóng vượt qua vòng loại World Cup 1974. Sívori là người đã gọi Ubaldo Fillol vào đội tuyển quốc gia. Về sau Fillol trở thành ột trong những thủ môn xuất sắc nhất trong lịch sử bóng đá Argentina. Sau khi thôi dẫn dắt Argentina, Sívori làm người phát hiện cầu thủ ở Nam Mỹ cho câu lạc bộ Juventus.
Tháng 3 năm 2004, ông được Pelé chọn vào danh sách 125 cầu thủ còn sống xuất sắc nhất. Tháng 2 năm sau (2005), Sívori mất tại quê nhà San Nicolás ở tuổi 69 vì ung thư tuyến tuỵ.

## Thành tích
- 2 chức vô địch Argentina: 1955, 1956
- 3 Scudetto: 1958, 1960, 1961
- 2 Cúp nước Ý: 1959, 1960
- 2 Copa America (với Argentina): 1955, 1957
- Vua phá lưới Serie A: 1960
- Quả bóng vàng châu Âu: 1961